# Mirko Andrić
Mirko Andrić, né le 1er juin 1974, est un footballeur serbe. Il évoluait au poste de défenseur.

## Biographie
Il joue deux matchs en Coupe de l'UEFA avec le club de Buducnost Banacki Dvor.

## Palmarès
- Champion de Bosnie-Herzégovine en 2008 avec le FK Modriča
- Finaliste de la Coupe de Serbie-et-Monténégro en 2004 avec le Buducnost Banacki Dvor